# 花咲け花子
『花咲け花子』（はなさけはなこ）は日本テレビ系列で1981年10月2日 - 1982年1月29日に放送されたテレビドラマ。1983年10月7日 - 1984年3月2日に、リバイバル版として、第2シリーズが放送された。

## 第1シリーズ

### 内容
トラック運転手の夫・村越信吾（小野寺昭）を持つ主婦・花子（泉ピン子）は比較的裕福な生活を送っていた。ところが、信吾は仕事中に一軒家で発生した火災現場に遭遇し、2階に残されたその家に住む妻と子供を助けるために単身で家の中に入るも、その家の妻と信吾は逃げることができずに2人とも命を落とす。夫の死で生活が一変した花子は残された4人の子供と義父を抱え、数々の苦労を経ながらたくましく生きていく姿を描く。また、花子の生活を中心に、独身の女医（音無美紀子）、夫と別れ水商売に成功した女（篠ひろ子）など、30代女性の生き方も描く。

### 出演
- 村越花子：泉ピン子
- 立花加代：音無美紀子
- 川上麻衣子
- 坂上二郎
- 立花由紀：大場久美子
- 山岸寛二：山下真司
- 篠ひろ子
- 村越信吾：小野寺昭
- 村越信吉：内田朝雄

### スタッフ
- 脚本：松原敏春・ジェームス三木
- 演出：細野英延
- プロデューサー：
- 音楽：
- 主題歌：「一番星みつけた｣（歌：泉ピン子）

### 放送日程と視聴率
| 話数 | 放送日         | 視聴率 |
| ---- | -------------- | ------ |
| 1    | 1981年10月2日  | 15.8%  |
| 2    | 1981年10月9日  | 16.3%  |
| 3    | 1981年10月16日 | 16.1%  |
| 4    | 1981年10月23日 | 15.8%  |
| 5    | 1981年10月30日 | 18.9%  |
| 6    | 1981年11月6日  | 16.8%  |
| 7    | 1981年11月13日 | 14.1%  |
| 8    | 1981年11月20日 | 16.7%  |
| 9    | 1981年11月27日 | 14.5%  |
| 10   | 1981年12月4日  | 21.1%  |
| 11   | 1981年12月11日 | 20.1%  |
| 12   | 1981年12月28日 | 19.1%  |
| 13   | 1981年12月25日 | 22.3%  |
| 14   | 1982年1月8日   | 19.5%  |
| 15   | 1982年1月15日  | 17.0%  |
| 16   | 1982年1月22日  | 22.8%  |
| 17   | 1982月1月29日  | 21.0%  |

## 第2シリーズ

### 内容
リヤカーで野菜を売り歩いている、2年前に夫に先立たれた花子と、その家族、花子の中学時代の同級生（松原智恵子、土田早苗）とのふれあいや人間模様を描く。

### 出演
- 泉ピン子
- 石野真子
- 小野寺昭
- 松原智恵子
- 大沢逸美
- 嶋大輔
- 土田早苗
- 誠直也
- かたせ梨乃
- 小倉一郎
- なべおさみ
- 松金よね子
- 鈴木ヒロミツ
- 南田洋子
- 磯崎亜紀子
- 中西良太

### スタッフ
- 脚本：松原敏春
- 演出：細野英延
- プロデューサー：
- 音楽：
- 主題歌：「無邪気な天使｣（作詞・作曲：Johnny 歌：嶋大輔）

### 放送日程と視聴率
| 話数 | 放送日         | 視聴率 |
| ---- | -------------- | ------ |
| 1    | 1983年10月7日  | 17.3%  |
| 2    | 1983年10月14日 | 11.9%  |
| 3    | 1983年10月21日 | 16.5%  |
| 4    | 1983年10月28日 | 12.1%  |
| 5    | 1983年11月4日  | 13.8%  |
| 6    | 1983年11月11日 | 9.6%   |
| 7    | 1983年11月18日 | 13.7%  |
| 8    | 1983年11月25日 | 12.1%  |
| 9    | 1983年12月2日  | 8.1%   |
| 10   | 1983年12月9日  | 12.4%  |
| 11   | 1983年12月16日 | 12.8%  |
| 12   | 1983年12月23日 | 11.4%  |
| 13   | 1983年12月30日 | 9.9%   |
| 14   | 1984年1月6日   | 10.2%  |
| 15   | 1984年1月13日  | 9.5%   |
| 16   | 1984年1月20日  | 10.7%  |
| 17   | 1984月1月27日  | 12.3%  |
| 18   | 1984年2月3日   | 11.3%  |
| 19   | 1984年2月10日  | 9.5%   |
| 20   | 1984年2月17日  | 13.0%  |
| 21   | 1984年2月24日  | 8.2%   |
| 22   | 1984年3月2日   | 10.7%  |